# Elecciones municipales del Reino Unido de 2013
Las elecciones municipales de 2013 de Reino Unido tuvieron lugar el jueves 2 de mayo de 2013. Se celebraron en los 35 municipios de Inglaterra, incluyendo los 27 ayuntamientos no metropolitanos del condado y ocho entidades unitarias, así como una sola autoridad unitaria de Gales. Elecciones municipales directas tuvieron también lugar en Doncaster y North Tyneside. Las anteriores elecciones en estos municipios tuvieron lugar el 4 de junio de 2009, al mismo tiempo que las elecciones al Parlamento Europeo de 2009, a excepción de Durham, Northumberland y de la isla de Anglesey, donde las elecciones se llevaron a cabo en 2008. El mismo día, se produjo una elección parlamentaria en la circunscripción de South Shields tras la salida de David Miliband.
Tanto el Partido de la Independencia del Reino Unido como el Partido Verde de Inglaterra y Gales presentaron un número récord de candidatos.

## Resultados

Elecciones municipales en Inglaterra en 2013.

Los 27 consejos comarcales de las zonas con una estructura de dos niveles de gobierno local renovaron todos los escaños, un total de 2.300.
Escrutados los 34 municipios, el Partido Conservador retuvo el poder en 18 (10 menos que en 2009), logrando 1.116 concejales, con una caída de 335. El Partido Laborista ganó dos ayuntamientos (no tenía ninguno en estos municipios), subiendo de 247 concejales a 538. El Partido Liberal cayó de 476 concejales a 353. En trece municipios, ningún partido obtuvo la mayoría. El Partido de la Independencia se hizo con el 25% de los votos en los municipios que se presentaba, obteniendo 147 concejales cuando en 2009 solo tenía ocho ediles en esos mismos ayuntamientos.
| Consejo          | Anterior            | Resultado           | Detalles |
| ---------------- | ------------------- | ------------------- | -------- |
| Anglesey         | Sin mayoría         | Sin mayoría         |          |
| Buckinghamshire  | Partido Conservador | Partido Conservador |          |
| Cambridgeshire   | Partido Conservador | Sin mayoría         |          |
| Cornwall         | Sin mayoría         | Sin mayoría         |          |
| Cumbria          | Sin mayoría         | Sin mayoría         |          |
| Derbyshire       | Partido Conservador | Partido Laborista   |          |
| Devon            | Partido Conservador | Partido Conservador |          |
| Dorset           | Partido Conservador | Partido Conservador |          |
| Durham           | Partido Laborista   | Partido Laborista   |          |
| East Sussex      | Partido Conservador | Sin mayoría         |          |
| Essex            | Partido Conservador | Partido Conservador |          |
| Gloucestershire  | Partido Conservador | Sin mayoría         |          |
| Hampshire        | Partido Conservador | Partido Conservador |          |
| Hertfordshire    | Partido Conservador | Partido Conservador |          |
| Isla de Wight    | Partido Conservador | Sin mayoría         |          |
| Kent             | Partido Conservador | Partido Conservador |          |
| Lancashire       | Partido Conservador | Sin mayoría         |          |
| Leicestershire   | Partido Conservador | Partido Conservador |          |
| Lincolnshire     | Partido Conservador | Sin mayoría         |          |
| Norfolk          | Partido Conservador | Sin mayoría         |          |
| North Yorkshire  | Partido Conservador | Partido Conservador |          |
| Northamptonshire | Partido Conservador | Partido Conservador |          |
| Northumberland   | Sin mayoría         | Sin mayoría         |          |
| Nottinghamshire  | Partido Conservador | Partido Laborista   |          |
| Oxfordshire      | Partido Conservador | Sin mayoría         |          |
| Shropshire       | Partido Conservador | Partido Conservador |          |
| Somerset         | Partido Conservador | Partido Conservador |          |
| Staffordshire    | Partido Conservador | Partido Conservador |          |
| Suffolk          | Partido Conservador | Partido Conservador |          |
| Surrey           | Partido Conservador | Partido Conservador |          |
| Warwickshire     | Partido Conservador | Sin mayoría         |          |
| Wiltshire        | Partido Conservador | Partido Conservador |          |
| West Sussex      | Partido Conservador | Partido Conservador |          |
| Worcestershire   | Partido Conservador | Partido Conservador |          |